# Wigklem

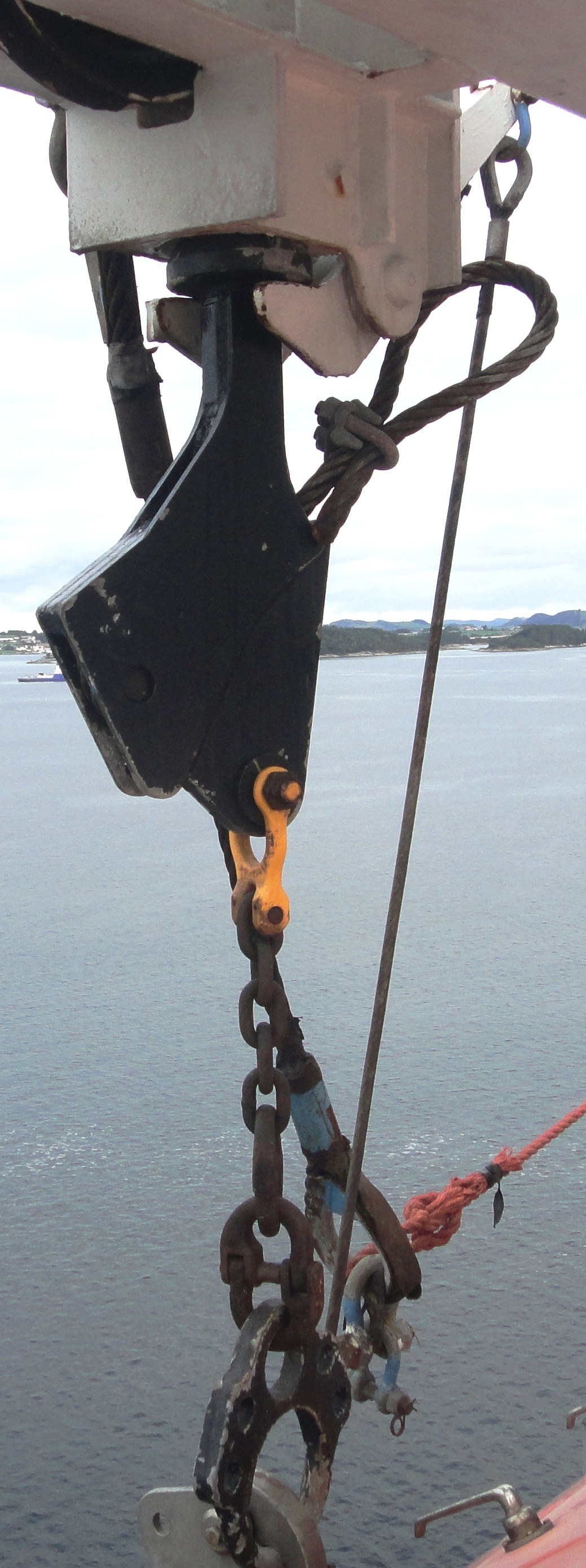
Asymmetrische wigklem voor een reddingssloep

Een wigklem, ook wel wig- of kegsocket (wedge socket) genoemd, is een eindverbinding waarbij de staalkabel met een wig wordt doorgelust en vastgezet in de taps toelopende opening van een houder, het draadhuis. Een wigklem is handig als de verbinding regelmatig moet worden losgenomen.
De wigklem heeft een zeer hoog verbindingsrendement en vermindert de werklast van de draad dus vrijwel niet. Aangezien de wigklem losneembaar is, kan deze ter plaatse gemaakt worden. In een asymmetrische wigklem moet het werkende part van de staalkabel zich in de hartlijn van de klem bevinden. Bij symmetrische wigklemmen is dit geen probleem. De wig met draad worden op hun plaats geklopt en geleidelijk belast. Met toenemende belasting zal de wig zichzelf vaster zetten in het draadhuis. Het dode part moet daarna worden geborgd met een draadklem zodat het geheel niet los kan komen bij onbelaste draad. Daarbij mag de draadklem niet ook over het werkende part worden gezet. Omdat de draadklem twee parten nodig heeft om goed te klemmen, wordt wel een los part in de klem geplaatst of wordt het dode part teruggeslagen.

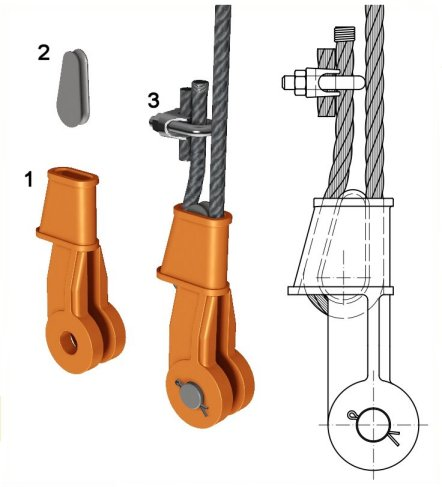
Wigklem
1. Draadhuis
2. Wig (ook: spie)
3. Draadklem op het dode eind met los part draad